# Craig (Missouri)
Craig és una població dels Estats Units a l'estat de Missouri. Segons el cens del 2000 tenia 309 habitants.

## Demografia
Segons el cens del 2000, Craig tenia 309 habitants, 131 habitatges, i 77 famílies. La densitat de població era de 426,1 habitants per km².
Dels 131 habitatges en un 29,8% hi vivien nens de menys de 18 anys, en un 47,3% hi vivien parelles casades, en un 6,1% dones solteres, i en un 40,5% no eren unitats familiars. En el 36,6% dels habitatges hi vivien persones soles el 22,1% de les quals corresponia a persones de 65 anys o més que vivien soles. El nombre mitjà de persones vivint en cada habitatge era de 2,36 i el nombre mitjà de persones que vivien en cada família era de 3,15.
Per edats la població es repartia de la següent manera: un 26,5% tenia menys de 18 anys, un 10% entre 18 i 24, un 22,3% entre 25 i 44, un 21,4% de 45 a 60 i un 19,7% 65 anys o més.
L'edat mediana era de 38 anys. Per cada 100 dones de 18 o més anys hi havia 97,4 homes.
La renda mediana per habitatge era de 22.500 $ i la renda mediana per família de 26.750 $. Els homes tenien una renda mediana de 30.114 $ mentre que les dones 15.625 $. La renda per capita de la població era de 10.719 $. Entorn del 14,5% de les famílies i el 17,9% de la població estaven per davall del llindar de pobresa.

## Poblacions més properes
El següent diagrama mostra les poblacions més properes.